# 懲治叛亂條例
《懲治叛亂條例》為中華民國政府過去為壓制叛亂國家者所制定的刑事特別法，1949年5月24日由中華民國立法院三讀通過、同年6月21日公告施行，全文共13條。該法是當時動員戡亂時期執政的国民党政府為安定國家政局而制定，但國民黨政府在1949年底從自中國大陸撤退到臺灣並實施臺灣省戒嚴令後，反而成為壓制持不同政见者的主要工具，亦成為臺灣白色恐怖時期最為著名的惡法。該法在戒嚴解除近四年後的1991年5月22日才廢止。

## 歷史
1949年5月24日，中華民國政府為了處置叛亂犯，制定「懲治叛亂條例」。但該法擴充解釋了犯罪的構成要件，這使其與作為《中華民國刑法》基礎的罪刑法定原則有所牴觸。此外，該法的第二條第一項規定：「犯刑法第一百條第一項、第一百零一條第一項、第一百零三條第一項、第一百零四條第一項之罪者；處死刑，刑法第一百零三條第一項、第一百零四條第一項未遂犯罰之。」，被俗稱為「二條一」；這項唯一死刑的規定以及戒嚴體制下的運作使得許多民眾因而受害。再加上案件的審理皆由軍法機關審理（第10條：犯本條例之罪者，軍人由軍事機關審判，非軍人由司法機關審判，其在戒嚴區域犯之者，不論身分概由軍事機關審判之），使得涉案的一般平民並無法取得《中華民國憲法》所賦予的司法體系下應有之人權保障。
《懲治叛亂條例》實施的結果，造成從1950年代開始臺灣警備總司令部便以戒嚴時期為理由，以該法與《戡亂時期檢肅匪諜條例》等法律為法源，在擴充解釋犯罪構成要件後縱容情治單位機關網羅所有人民的政治活動並加以限制。其中包括支持言論自由、支持組織反對黨、支持台灣獨立運動等政治異議人士，只要被政府認定有嫌疑都會被冠上反政府的罪名，也因此造成許多冤獄事件。在國家公權力長期濫用的情況下，人民基本言論或隱私權完全失去保障。
動員戡亂時期在1991年5月1日結束後，該法並未隨著廢除。同月9日爆發的獨立台灣會案，法務部調查局幹員在未知會國立清華大學校方的情況下，引用該法進入校園拘提歷史研究所碩士生廖偉程，引發臺灣社會與大學校園劇烈反彈；同月15日，臺灣各地大學學生發起罷課並且於台北車站靜坐抗議，要求「廢除懲治叛亂條例、反對政治迫害」。在社會輿論的壓力下，立法院在同月17日三讀通過廢除《懲治叛亂條例》，並在同月22日正式由總統宣告廢止。

## 相關創作
1995年，由萬仁導演的電影《超級大國民》，劇照高舉雙手，左手比2右手比1，即代表「二條一」的罪刑：唯一死刑。
2015年，由鄭文堂導演的台灣偶像劇《燦爛時光》，在男主角許明強前往刑場前，高舉雙手比出2與1，同樣代表此法的第二條第一項，處唯一死刑。
2020年，由汪怡昕、林世章、孫大軍導演的台灣政治劇《國際橋牌社》，清大研究生蔡偉明、簡正仁遭拘捕數日步出地方法院大門時，高舉雙手比出2與1，即代表「二條一」法，唯一死刑。
2020年，由世界柔軟與前衛出版社共同出版了《最後的二條一：1991叛亂的終結》漫畫，以獨台會案與二條一的廢止為背景。

## 外部連結
- （繁體中文）《懲治叛亂條例》(全國法規資料庫) （页面存档备份，存于）
- （繁體中文） 「懲治叛亂條例」 （页面存档备份，存于）